# نيو هيفن (نيويورك)
نيو هيفن (بالإنجليزية: New Haven, New York)‏ هي بلدة أمريكية تقع في الولايات المتحدة في مقاطعة أوسويغو، نيويورك. يقدر عدد سكانها بـ 2,856 نسمة ومساحتها 86.6 كم2 وترتفع عن سطح البحر 128 متر.